# Miru (AV女優)
miru（みる、1999年11月29日 - ）は、日本のAV女優。C-more ENTERTAINMENT所属。

## 略歴
岐阜県出身。
2018年8月、アダルトビデオメーカー・S1 NO.1 STYLE（エスワン）の専属女優「坂道みる（さかみち みる）」としてAVデビュー。
2018年11月、ファンの名称をTwitterで投票して、みるっこと決める。女性ファンの名称はみるじょ。
2019年3月1日、FANZAアダルトアワード2019最優秀新人女優賞にノミネート。5月12日に優秀新人女優賞受賞。
2021年5月7日、ティーパワーズからC-more ENTERTAINMENTへの移籍を報告。合わせて「miru（みる）」に改名。
同年11月9日、FANZA・VR動画5周年キャンペーン2021・VRセクシー戦士（エスワン担当）就任。
2022年3月、FANZA『春のパンツまつり 2022』キャンペーンガールに就任。2022年5月に発表されたアサヒ芸能「2022現役AV女優SEXY総選挙」で第37位。
2023年5月頭より体調不良とともに身内の不幸なども重なり、SNSを休止。心身復調した6月20日、『AV業界で1番になります』と宣言した。
同年6月19日週FANZA通販フロアランキングにて出演した『エスワンファン感謝祭』（ブルーレイディスク版）が初登場1位を記録。DVD版も4位にランクイン。同作は6月26日週も1位を維持した（DVD版は5位）。同作は7月17日週FANZA動画フロアランキング1位も記録。
同年12月11日週FANZA動画フロアランキングにて、2021年発売の『「先生のフェラのほうが気持ち良いよ?」 彼女ができた僕に嫉妬した痴女教師が執拗即尺で何度も寝取ろうとしてくる miru』が再浮上し6位にランクイン。
2024年1月19日から2月16日まで開催のFANZAのキャンペーン企画『【AV大好きキャンペーン】I LOVE AV♡』のキャンペーンガールに松本いちか、七瀬アリス、浜崎真緒、美谷朱音、安達夕莉、山岸あや花と共に就任。また、同キャンペーンの特別企画のとして、AV監督の真咲南朋、さもありと共に対談『スペシャル痴女トーク』を行い、その模様がFANZAニュースに掲載された。また2月16日から3月15日まで開催の『FANZA 5周年キャンペーン』のキャンペーンガールに河北彩花、石川澪、宮下玲奈、七ツ森りり、うんぱいと共にに就任。
同年1月30日から2月4日まで、自身もモデルとして参加したデジタル写真集シリーズ「Count Sheep」「#Escape」「#LadyMary」「とられち」の合同写真展『360° -フィクションとリアル-』が東京・渋谷ルデコにて開催。初日の開催前日に行われたレセプションに、河北彩花、葵いぶき、石原希望、うんぱい、古川ほのか、未歩なな、桃園怜奈と共に出席した。
同年3月13日から3月27日まで、MAGNET by SHIBUYA109にて開催の写真展「WINK of LIFE」のモデルとして石川澪、七ツ森りり、宮下玲奈、河北彩花、うんぱいと共に選出。miruの写真は映画監督で写真家の枝優花が撮影を手掛け、撮影された写真は雑誌「an・an （アンアン）」3月13日発売号「誌上写真展」にも掲載された。
同年11月4日週FANZA通販フロアランキングにて、出演した『S1 PRECIOUS GIRLS 2024 オールスター24名大集合ハーレムアイランドSpecial』が初登場1位にランクイン。11月11日週では同作が1位。DVD版も3位ランクイン。
2025年4月25日、公式Xにて公式ファンクラブの開設を発表。

## 人物
- 趣味は映画鑑賞[1]。特技はお菓子作り[1]。幼少時からの習慣で起きてから寝るまで家では基本的に日本テレビを付けている[23]。
- 学生時代はファミリーマートでアルバイトをしていた。このほか器械体操歴があり[24]、騎乗位で軸がぶれないといわれるのはこのおかげだと語っている[25]。器械体操では才能があるといわれたが、バク転ができるようになったことをきっかけに辞めている[25]。
- 初体験は中学2年生の冬[26]。
- AVライターの東風克智は「SEXの申し子」、「騎乗位の天才」、「フェラの天才」、「一般人は秒殺される高速グラインダー」と二つ名を付けている[26]。
- エゴサーチは好きではないのでしない。これはデビュー前が一番話題になると聞いていたので検索するとまったく期待されていなかったため[25]。
- AV出演被害防止・救済法をめぐる議論の中でハイリー・センシティブ・パーソン（HSP）であることを公表した[27]。
- 美谷朱音が好きであり、インタビューで何度か「会いたい」「共演したい」と言っている。さもあり・真咲南朋監督2人とのトークの際も「2度目のレズ作品の相手は美谷が良い」旨を発言している[15]。
- 作品内では責め役を演じる事が多いが、本人は控えめで大人しい性格である。
- 得意技は潮吹き[28]。東京スポーツによると「自由自在にコントロールできる」[28]。下半身は湿りやすく、指で外堀をなぞるように優しく触りながら少しずつ中央に近づくと第一プシャーが作用する[28]。その後性交による快感が訪れるとハメ潮プシャーが発射されるという[28]。
- 手乗りの白文鳥を飼っており、たまにSNSに画像を載せている。
- 『月ともぐら』出演時に当時新人女優だった塔乃花鈴に失礼な振る舞いをされた（意図したものではない）事があるが収録後楽屋に謝りに来た塔乃を許した上で後に「礼儀正しい子」と期待している新人として塔乃を挙げたことがある。
- S1の他メーカーコラボや記念作品などの共演作品に出演することが多くS1専属女優の中では異例とも言えるほど共演経験が多い。本人も「共演女王」を名乗っている。

## 作品

### アダルトDVD / BD

#### 坂道みる 名義
| 発売日   | タイトル | 規格品番 | 規格品番  | メーカー      | 備考   |
| 発売日   | タイトル | DVD      | BD        | メーカー      | 備考   |
| -------- | --- | -------- | --------- | ------------- | ------ |
| 8月19日  | 新人No.1STYLE 坂道みるAVデビュー | SSNI-289 | 9SSNI-289 | S1 NO.1 STYLE | [ 29 ] |
| 9月19日  | 18才坂道みるめちゃイキ! めちゃ×2潮吹き! 初体験3本番スペシャル                                                                                                   | SSNI-310 |           | S1 NO.1 STYLE | [ 30 ] |
| 10月19日 | 交わる体液、濃密セックス | SSNI-331 |           | S1 NO.1 STYLE | [ 31 ] |
| 11月19日 | 激イキ193回! 痙攣4700回! イキ潮10000cc! セックスの逸材18才 エロス覚醒 大大大・痙・攣スペシャル                                                                  | SSNI-353 |           | S1 NO.1 STYLE | [ 32 ] |
| 11月19日 | エスワン15周年スペシャル大共演 第2弾 集団NTR 3人まとめて輪姦された研修ナース 〜懇親BBQ飲み会で変態ドクターに寝取られたわたしたち〜 坂道みる 架乃ゆら 小島みなみ | SSNI-355 | 9SSNI-355 | S1 NO.1 STYLE | [ 33 ] |
| 12月19日 | 坂道みるの全力イクイク騎乗位 | SSNI-374 |           | S1 NO.1 STYLE | [ 34 ] |

| 発売日   | タイトル | 規格品番                                  | 規格品番  | メーカー      | 備考                                 |
| 発売日   | タイトル | DVD                                       | BD        | メーカー      | 備考                                 |
| -------- | --- | ----------------------------------------- | --------- | ------------- | ------------------------------------ |
| 1月7日   | 絶頂ポルチオ開発 巨根×膣中イキオーガズム | SSNI-385                                  |           | S1 NO.1 STYLE | [ 35 ]                               |
| 2月7日   | チ●ポ大好き超即尺おしゃぶりメイド | SSNI-405                                  |           | S1 NO.1 STYLE | [ 36 ]                               |
| 3月7日   | 激イキし過ぎておしっこ解禁 人生初! 大痙攣･大絶頂 失禁･超お漏らしオーガズム | SSNI-427                                  |           | S1 NO.1 STYLE | [ 37 ]                               |
| 3月7日   | S1 PRECIOUS GIRLS 2019 15th Anniversary DVD6枚組24時間プレミアムBEST | OFJE-188（数量限定版） OFJE-195（通常版） |           | S1 NO.1 STYLE | 撮り下ろし映像収録のメーカー総集編。 |
| 4月7日   | エッチ大好き坂道みるの性欲ダダ漏れ エロ過ぎヌキまくり風俗スペシャル ～超献身ご奉仕170分VIPコース～                                                                                         | SSNI-447                                  |           | S1 NO.1 STYLE | [ 40 ]                               |
| 5月7日   | 【※異常なる大絶頂】エロス最大覚醒! 性欲が尽き果てるまで怒涛のノンストップ本気性交 | SSNI-468                                  |           | S1 NO.1 STYLE | [ 41 ]                               |
| 6月7日   | 痴漢おねだり敏感制服少女 一度だけ刺激を経験したかっただけなのに 感じ過ぎて何度も何度も… | SSNI-487                                  |           | S1 NO.1 STYLE | [ 42 ]                               |
| 7月7日   | 禁欲後のはしたない性交 | SSNI-509                                  |           | S1 NO.1 STYLE | [ 43 ]                               |
| 8月7日   | デビュー1周年記念作品解禁! 最初で最高の大乱交スペシャル | SSNI-533                                  |           | S1 NO.1 STYLE | [ 44 ]                               |
| 8月19日  | 坂道みる初ベスト S1デビュー1周年最新10タイトル8時間スペシャル | OFJE-210                                  | 9OFJE-210 | S1 NO.1 STYLE | [ 45 ]                               |
| 9月7日   | 犯された新任女教師 恋人の目の前で生徒に犯されたわたし | SSNI-559                                  |           | S1 NO.1 STYLE | [ 46 ]                               |
| 10月7日  | キスキスキス全身とろける密着ディープキス性交 | SSNI-581                                  | 9SSNI-581 | S1 NO.1 STYLE | [ 47 ]                               |
| 10月19日 | FANZAアワード受賞女優が豪華共演!! 上下前後左右から同時に痴女られる360°快感MAXドリーム逆3P 天使もえ 坂道みる                                                                                | SSNI-603                                  | 9SSNI-603 | S1 NO.1 STYLE | [ 48 ]                               |
| 11月7日  | 快感潮吹き絶頂マ●コを怒涛の追撃ピストンで ひたすら大量潮吹きオーガズム | SSNI-608                                  | 9SSNI-608 | S1 NO.1 STYLE | [ 49 ]                               |
| 12月7日  | 彼女が出張で不在の間、彼女の妹と 朝から晩までひたすらハメまくった3日間の記録' | SSNI-633                                  |           | S1 NO.1 STYLE |                                      |
| 12月19日 | S1豪華絢爛ドリーム大共演2019 ファン感謝祭! 大大大乱交! 夢のハーレムソープ! 超豪華3本立て伝説の270分 三上悠亜 天使もえ 葵つかさ 筧ジュン 橋本ありな 坂道みる 架乃ゆら 伊賀まこ ひなたまりん | SSNI-658                                  | 9SSNI-658 | S1 NO.1 STYLE |                                      |

| 発売日   | タイトル | 規格品番 | 規格品番  | メーカー         | 備考   |
| 発売日   | タイトル | DVD      | BD        | メーカー         | 備考   |
| -------- | --- | -------- | --------- | ---------------- | ------ |
| 1月7日   | 美少女4人を僕ひとりで独占! 超ハーレム5Pスペシャル 羽咲みはる 架乃ゆら 坂道みる 伊賀まこ                                                                     | SSNI-673 | 9SSNI-673 | S1 NO.1 STYLE    | [ 50 ] |
| 1月7日   | 中から出てくる白濁汁 マン汁がメレンゲになり ダラダラ溢れ出るほどの究極ピストン                                                                              | SSNI-663 |           | S1 NO.1 STYLE    |        |
| 2月7日   | 華奢で真面目な彼女が巨漢先輩の馬乗りプレスで寝取られ快楽堕ち                                                                                                | SSNI-692 |           | S1 NO.1 STYLE    |        |
| 3月7日   | 坂道みるのチート級テクニックに我慢できたらご褒美セックス 絶対にSEXしたい素人20名大集合!                                                                     | SSNI-720 | 9SSNI-720 | S1 NO.1 STYLE    |        |
| 4月7日   | 軽蔑のまなざしでパンチラしてもらいたい。 | SSNI-746 |           | S1 NO.1 STYLE    |        |
| 5月7日   | 新入女子社員と絶倫上司が出張先の相部屋ホテルで… 朝から晩までひたすら不倫セックスに明け暮れた一夜                                                            | SSNI-772 |           | S1 NO.1 STYLE    |        |
| 6月7日   | セックスシンドローム 極 | SSNI-795 | 9SSNI-795 | S1 NO.1 STYLE    |        |
| 7月7日   | ディープスロ～ト、大量射精、即追撃おしゃぶり。 | SSNI-818 | 9SSNI-818 | S1 NO.1 STYLE    |        |
| 7月13日  | BEAUTY VENUS VII 楓カレン 初川みなみ 坂道みる | IPX-497  | 9IPX-497  | アイデアポケット | [ 51 ] |
| 8月7日   | 全方向360°ド迫力性交 上下前後左右接写フェチシズム V | SSNI-840 |           | S1 NO.1 STYLE    |        |
| 9月19日  | 【屈辱】私がレ○プで感じるだなんて ありえないと思っていました                                                                                                | SSNI-858 |           | S1 NO.1 STYLE    |        |
| 9月19日  | 坂道みる2周年メモリアルBEST 最新全12タイトル8時間スペシャル                                                                                                 | OFJE-265 | 9OFJE-265 | S1 NO.1 STYLE    |        |
| 10月7日  | ※台本一切無し!! ハメ撮り! すっぴん! 何でもアリ! 坂道みるのスケベ本性剥き出しSEX!! ガチで二人きりの温泉旅行でヤリまくった 生々しすぎる超レアなエロス200%動画 | SSNI-881 |           | S1 NO.1 STYLE    |        |
| 10月19日 | 母が不在の100日間 もう私たち、お義父さんの 絶倫チ●ポ無しじゃダメな身体になっちゃいました…。                                                                 | SSNI-901 | 9SSNI-901 | S1 NO.1 STYLE    | [ 52 ] |
| 11月7日  | 大嫌いな女上司がピンサロで副業!? めちゃくちゃシャブらせて本番OK嬢にまで 格下げしてヤッた話。 立場逆転の性裁!!                                               | SSNI-906 | 9SSNI-906 | S1 NO.1 STYLE    |        |
| 12月7日  | 【Wレズ解禁】S1専属 坂道みる × MOODYZ専属 藍芽みずき 接吻まみれの濃厚絶頂レズビアン性交                                                                     | SSNI-931 | 9SSNI-931 | S1 NO.1 STYLE    |        |

| 発売日  | タイトル | 規格品番 | 規格品番  | メーカー      | 備考       |
| 発売日  | タイトル | DVD      | BD        | メーカー      | 備考       |
| ------- | --- | -------- | --------- | ------------- | ---------- |
| 1月7日  | 僕がデカチンだとバレたばかりに僕をディルド扱いして 追撃騎乗位で何度イッても痴女ってくるクラス1の小悪魔美少女 | SSNI-955 | 9SSNI-955 | S1 NO.1 STYLE |            |
| 2月7日  | 小悪魔系パパ活女子 お金の為だし彼氏一番な私が、 プロ中年オヤジに愛嬌を振りまいてSEXする一部始終。            | SSNI-980 | 9SSNI-980 | S1 NO.1 STYLE |            |
| 3月7日  | ※見た目は清楚、中身はド痴女 オナニーができなくなるまで精巣空っぽにしてくれる ドスケベ淫語メンズエステ        | SSIS-005 | 9SSIS-005 | S1 NO.1 STYLE |            |
| 4月19日 | 坂道みる 50本番 8時間                                                                                        | OFJE-310 | 9OFJE-310 | S1 NO.1 STYLE | 単体ベスト |

#### miru 名義
| 発売日   | タイトル | 規格品番 | 規格品番  | メーカー      | 備考 |
| 発売日   | タイトル | DVD      | BD        | メーカー      | 備考 |
| -------- | --- | -------- | --------- | ------------- | ---- |
| 6月7日   | メーカー史上最長の3ヶ月間の無茶ぶり禁欲指令! 極限まで性交に飢えたSEXの天才miruを 素人宅に派遣したら台本無視の大暴走スペシャル | SSIS-079 | 9SSIS-079 | S1 NO.1 STYLE |      |
| 7月7日   | すぐそばに嫁がいるのに僕に跨りヒソヒソ密着誘惑してくる ささやき淫語お姉さん                                                   | SSIS-106 | 9SSIS-106 | S1 NO.1 STYLE |      |
| 8月7日   | 同期なのに酔っ払うとキス魔になっちゃう私は嫌い?                                                                               | SSIS-133 | 9SSIS-133 | S1 NO.1 STYLE |      |
| 9月14日  | そばに彼女がいるのに背後からの耳元ささやき乳首責めで 僕を狂わせる彼女の小悪魔お姉さん                                         | SSIS-169 | 9SSIS-169 | S1 NO.1 STYLE |      |
| 10月12日 | 「先生のフェラのほうが気持ち良いよ?」 彼女ができた僕に嫉妬した痴女教師が 執拗即尺で何度も寝取ろうとしてくる                   | SSIS-200 | 9SSIS-200 | S1 NO.1 STYLE |      |
| 11月9日  | M男クンとmiruを郊外の一軒家に完全放置 3日間1分1秒たりとも余すことなく痴女らせてみた                                           | SSIS-230 | 9SSIS-230 | S1 NO.1 STYLE |      |
| 12月14日 | ビッチになって3年ぶりに田舎に帰省した 幼馴染のお姉ちゃんにニコニコ痴女られた童貞のボク                                        | SSIS-260 | 9SSIS-260 | S1 NO.1 STYLE |      |

| 発売日   | タイトル | 規格品番 | 規格品番  | メーカー      | 備考                                                                  |
| 発売日   | タイトル | DVD      | BD        | メーカー      | 備考                                                                  |
| -------- | --- | -------- | --------- | ------------- | --------------------------------------------------------------------- |
| 1月11日  | 私の前でしか精子出しちゃダメ! カノジョが僕の射精を管理すると決めてから 精子の量も射精のタイミングも言われるがままになった僕   | SSIS-291 | 9SSIS-291 | S1 NO.1 STYLE |                                                                       |
| 2月8日   | 担任教師に3年分の妄想・愛・性欲をぶち撒けた卒業式前夜                                                                         | SSIS-317 | 9SSIS-317 | S1 NO.1 STYLE |                                                                       |
| 3月8日   | miruに逆痴漢されたい? されたいでしょ?                                                                                         | SSIS-342 | 9SSIS-342 | S1 NO.1 STYLE |                                                                       |
| 4月12日  | 挿入から射精まで、永遠に、miruの騎乗位に明け暮れたい p.s.みんな大好き顔面騎乗位シーンも収録!!                                 | SSIS-369 |           | S1 NO.1 STYLE |                                                                       |
| 5月10日  | もしも目の前の風俗嬢が超人気AV女優だったらヤる? ヤらない??                                                                    | SSIS-395 |           | S1 NO.1 STYLE |                                                                       |
| 5月27日  | AV最高峰-S級GIRLS GROUP エスワンキャンペーン                                                                                  | WICP-005 |           | S1 NO.1 STYLE | S1 NO.1 STYLE専属女優による 撮り下ろし映像を収録したキャンペーンDVD。 |
| 6月14日  | 滴る体液の一粒一粒が鮮明に… 汗×潮×涎 4K撮影ズブ濡れ絶頂エロス miru                                                            | SSIS-423 | 9SSIS-423 | S1 NO.1 STYLE |                                                                       |
| 7月12日  | 10年間ずっと片想いしていたクラスメイトを 同窓会の今日キメセクで堕としてみせる miru                                            | SSIS-452 | 9SSIS-452 | S1 NO.1 STYLE |                                                                       |
| 8月9日   | アナタの五感を刺激する miruのシコシコサポートラグジュアリー 脳をエロスで満たす5つの完全主観、ASMR耳元淫語勃起シチュエーション | SSIS-481 | 9SSIS-481 | S1 NO.1 STYLE |                                                                       |
| 8月23日  | miru S1初ベスト 絶頂から痴女まで何でも高水準のSEXの天才 全12タイトル12時間                                                    | OFJE-374 | 9OFJE-374 | S1 NO.1 STYLE | 単体ベスト                                                            |
| 9月13日  | 10発射精しても、朝を迎えても、miruにひたすら犯●れたい…                                                                        | SSIS-513 |           | S1 NO.1 STYLE |                                                                       |
| 10月11日 | シン・交わる体液、濃密セックス 完全ノーカット5本番 miru                                                                       | SSIS-545 | 9SSIS-545 | S1 NO.1 STYLE |                                                                       |
| 11月8日  | 今日も後輩にロングスカートの中でこっそり 密着騎乗位され平然と浮気してしまう最低なボク。miru                                   | SSIS-573 |           | S1 NO.1 STYLE |                                                                       |

| 発売日   | タイトル | 規格品番 | 規格品番  | メーカー      | 備考                                                   |
| 発売日   | タイトル | DVD      | BD        | メーカー      | 備考                                                   |
| -------- | --- | -------- | --------- | ------------- | ------------------------------------------------------ |
| 2月14日  | 徹底焦らしとお漏らし射精で賢者タイム一切無し! 無限に射精できるルーインドオーガズムエステ miru                                                                          | SSIS-617 | 9SSIS-617 | S1 NO.1 STYLE |                                                        |
| 3月14日  | 【女優ガチ在宅中に突撃チ●ポ派遣!】 リビング ・キッチン・寝室、 場所も決めずハメまくり予定調和なしで潮吹きまくる miruのエロを全開放した完全プライベート大量お漏らし性交 | SSIS-655 |           | S1 NO.1 STYLE |                                                        |
| 4月11日  | 「私の言うこと何でも聞いたらご褒美にすんごいフェラチオしてあげてもいいよ?」 性格苦手な同級生（ピンサロ嬢）のいいなりに僕がなった理由 miru                              | SSIS-666 |           | S1 NO.1 STYLE |                                                        |
| 5月9日   | 腰使いと舌使いがエグい変態ナースから グリグリ騎乗位と口封じ濃密キスでこっそり激しく痴女られる! miru                                                                    | SSIS-701 |           | S1 NO.1 STYLE |                                                        |
| 6月1日   | エスワンキャンペーン2023スペシャルDVD | WICP-009 |           | S1 NO.1 STYLE | 「S1 NO.1 STYLE」専属女優30名の 撮り下ろし映像を収録。 |
| 6月13日  | 「夫を愛しているのに…」 一夜だけ元カレの相性抜群ペニスで 性欲オバケになった欲求不満妻 miru                                                                             | SSIS-740 |           | S1 NO.1 STYLE |                                                        |
| 7月11日  | SEXの天才が魅せる新たな公式 miru × 正確無比なカリ責め騎乗位 × マ●コより締まる追い討ちフェラチオ 人類史上一番シコいプッシー・トゥ・マウス性交                           | SSIS-782 |           | S1 NO.1 STYLE |                                                        |
| 7月25日  | スーパースター女優と大乱交 激レア共演S1ファン感謝祭 三上悠亜 葵つかさ うんぱい 架乃ゆら 小宵こなん miru 山手梨愛                                                       | SSIS-816 | 9SSIS-816 | S1 NO.1 STYLE |                                                        |
| 8月8日   | ボクは直立不動で壁とお尻に挟み撃ちされ 情けなくイキ果てる! miru | SSIS-823 |           | S1 NO.1 STYLE |                                                        |
| 9月12日  | 【主観潮吹き × ASMR×JOI】 痴女お姉さんの33発ぶっかけ潮で ビチャしこオナニーサポート miru                                                                               | SSIS-856 |           | S1 NO.1 STYLE |                                                        |
| 10月10日 | 僕の初めては… 性に飢え切った伝説の風俗嬢 彼女に憑依し舌も耳も乳首も竿も玉もアナルも手足まで 全性感帯を貪り尽くされる絶倫種搾り12発 miru                                | SSIS-895 |           | S1 NO.1 STYLE |                                                        |
| 11月14日 | miru、遂に壊れる。宙に浮くほどイキ飛び跳ねる エビ反り媚薬漬けノンストップ性交                                                                                          | SSIS-932 |           | S1 NO.1 STYLE |                                                        |
| 12月12日 | 親の再婚で出来た妹は生意気だけど エッチ大好きギャルで毎日ヌカれてます。 miru                                                                                           | SSIS-938 |           | S1 NO.1 STYLE |                                                        |

| 発売日   | タイトル | 規格品番 | 規格品番  | メーカー      | 備考       |
| 発売日   | タイトル | DVD      | BD        | メーカー      | 備考       |
| -------- | --- | -------- | --------- | ------------- | ---------- |
| 1月9日   | 「私のフェラチオで射精なかったらおま●こ、挿れていいよ」 絶対にSEXしたい素人15人 vs 天才フェラ少女miru                                              | SONE-010 |           | S1 NO.1 STYLE |            |
| 2月13日  | 美人で優しい女担任を男子全員が観光地ウラで ×××するおま●こ修学旅行 miru                                                                             | SONE-052 |           | S1 NO.1 STYLE |            |
| 3月12日  | 寝たふりをしたままあなたの弟に何度も挿れられてること、あなたは知らないでしょう? miru                                                               | SONE-101 |           | S1 NO.1 STYLE |            |
| 4月9日   | 生々しい個人撮影AVをネットで拾ったら 愛するボクの婚約者でした。 miru                                                                               | SONE-136 |           | S1 NO.1 STYLE |            |
| 4月23日  | 日本一エロい女 miru5年間のSEX、全155本番16時間 | OFJE-561 | 9OFJE-561 | S1 NO.1 STYLE | 単体ベスト |
| 5月14日  | ミルチオの愛人 この美貌でいきなり淫乱スイッチ入り、 男を喜ばせたくて常に喉奥ディープスロートしてくる 絶倫性欲者miruと一晩中フェラチオ不倫性交。    | SONE-178 |           | S1 NO.1 STYLE |            |
| 6月11日  | 「結婚指輪を見ると濡れちゃうの」 既婚者チ●ポほしがる略奪OLが馬乗る! 腰うねる! 寝取る! スーパーチート騎乗位 miru                                    | SONE-068 |           | S1 NO.1 STYLE |            |
| 7月9日   | 空を舞うほどのビックン絶頂! スレンダーOLの肉体が媚薬オイル漬けにされ 巨根ブッ挿されるキメセク痙攣マッサージ miru                                   | SONE-246 |           | S1 NO.1 STYLE |            |
| 8月13日  | キレイ系“女上司”とカワイイ系“女部下”との社内2股がバレて… 嫉妬に狂い僕のチ●ポを奪い合うSEXスキル抜群な彼女達に 一晩中抜かれまくった僕 葵つかさ miru | SONE-288 | 9SONE-288 | S1 NO.1 STYLE |            |
| 9月10日  | 漏らしても、もがいても、叫んでも、 ひたすらイカされまくった身動き取れない拘束美女!! 固定イキ198回! 拘束痙攣8000回! 開脚イキ潮2800CC! miru          | SONE-338 |           | S1 NO.1 STYLE |            |
| 10月8日  | 【遅漏 / 勃ちが悪い / 中折れ / etc】 イキづらい素人男子たちを ミラクルち●ぽ責めで暴発 & 連続射精させちゃう ゴッドハンド出張エステティシャン miru   | SONE-383 |           | S1 NO.1 STYLE |            |
| 11月12日 | 潮吹き女王miruが女のイカせ方と潮吹きを 主観映像で分かりやすく教えてくれるHow to SEX                                                                | SONE-434 |           | S1 NO.1 STYLE |            |
| 12月10日 | 「彼女がフェラしてくれない…」と、女友達に相談した瞬間、 ち●ぽトロける喉奥グポグポ即尺でねっとりシャブられ寝取られた僕。 miru                       | SONE-477 |           | S1 NO.1 STYLE |            |
| 12月10日 | S1 PRECIOUS GIRLS 2024 オールスター24名大集合ハーレムアイランドSpecial                                                                             | SONE-560 | 9SONE-560 | S1 NO.1 STYLE |            |

| 発売日  | タイトル | 規格品番 | 規格品番  | メーカー      | 備考 |
| 発売日  | タイトル | DVD      | BD        | メーカー      | 備考 |
| ------- | --- | -------- | --------- | ------------- | ---- |
| 1月14日 | 胸元チラリ 表情はトロットロ 毎朝ゴミ捨て場で目が合う朝帰りホロ酔いお姉さん miru | SONE-523 |           | S1 NO.1 STYLE |      |
| 1月28日 | エスワン20周年記念 AV業界史に残る最強タッグ作品 世界に誇る一流女優たちが極上ご奉仕してくれる超S1級 ハーレム風俗フルコース                                                                           | SONE-565 | 9SONE-565 | S1 NO.1 STYLE |      |
| 2月11日 | 彼女がすぐ側にいるのに… こっそりシコってくる隠れヌキヌキお姉さん （彼女の姉 / めちゃ美人 / 淫語のプロ / 趣味痴女）miru                                                                              | SONE-572 |           | S1 NO.1 STYLE |      |
| 3月11日 | 超濃厚SEX契約 成績不振の生保レディは 異常精力オヤジが住むボロ屋敷に出向き 媚薬で絶倫にさせられケダモノ交尾 miru                                                                                     | SONE-618 |           | S1 NO.1 STYLE |      |
| 4月8日  | エロかわいい miru 子犬かわいい 未歩なな 最強かわいいコンビがM男クン宅に転がり込んで 3日間で13発もヌイちゃった常にイチャ痴女逆3P同棲                                                                 | SONE-665 | 9SONE-665 | S1 NO.1 STYLE |      |
| 5月13日 | キス、フェラ、潮吹き、挿入の復習レッスン 童貞くんを一から十まで射精サポートし大人の男になるため SEXレクチャーしてくれる世話好き家庭教師お姉さん miru                                                | SONE-637 |           | S1 NO.1 STYLE |      |
| 6月10日 | 上には決して逆らえない新人女子アナ 過激セクハラとお漏らしイカセに耐え続けた結果… とうとうチ●ポを欲しがり始める。 miru                                                                               | SONE-738 |           | S1 NO.1 STYLE |      |
| 6月24日 | エスワン20周年記念 AV業界史に残る最強タッグ作品 たまったら射精しよう わたしたち おチ●ポテクニシャンです。 本郷愛 河北彩伽 金松季歩 miru 三田真鈴 七ツ森りり 浅野こころ 奥田咲 楓ふうあ 明日葉みつは | SONE-563 | 9SONE-563 | S1 NO.1 STYLE |      |
| 7月8日  | 狭～い場所に男(えもの）を連れ込み身動きできない密着状態で じっくりねっとり痴女る肉食ハンターお姉さん miru                                                                                           | SONE-796 |           | S1 NO.1 STYLE |      |
| 7月22日 | エスワン20周年記念 AV業界史に残る最強タッグ作品 1×18。 AVメーカーS1所属の新人ADの俺は、最高セクシー女優様たちに こっそりシコられ、ハメられ、エロいことに巻き込まれる、 AV職場ラッキーSEX            | SONE-566 | 9SONE-566 | S1 NO.1 STYLE |      |
| 8月12日 | 同棲のための物件を見に来たカップルが幸せそうな程 彼氏を寝取りたくなっちゃう… おち●ぽ泥棒の不動産レディ miru                                                                                         | SONE-830 |           | S1 NO.1 STYLE |      |

### アダルトVR

#### 坂道みる 名義
| 発売日   | タイトル | 品番     | メーカー      | 備考   |
| 2019年   | 2019年 | 2019年   | 2019年        | 2019年 |
| -------- | --- | -------- | ------------- | ------ |
| 2月22日  | 坂道みるが至近距離で潮吹き! 腰振り! 連続オーガズム! 一緒にイッてイッてイキまくる超密着VR                        | SIVR-040 | S1 NO.1 STYLE |        |
| 10月18日 | 顔面舐めまわし! よだれ垂れ流しフェラ! お漏らし潮全身リップお掃除! おしゃぶり大好きド淫乱メイド                  | SIVR-053 | S1 NO.1 STYLE |        |
| 2020年   | |          |               |        |
| 1月10日  | おま●こ、くぱぁ。VR                                                                                             | SIVR-063 | S1 NO.1 STYLE |        |
| 1月31日  | 常にパンチラ & ガン見 × 両耳ささやきポジションで痴女られる 制服美少女トライアングルフォーメーションVR           | SIVR-066 | S1 NO.1 STYLE |        |
| 4月3日   | 坂道みるに常に見下し視線で連続6射精されちゃう 怒涛の淫語・ベロキス・顔面舐め回し絶倫痴女VR                      | SIVR-074 | S1 NO.1 STYLE |        |
| 5月15日  | 合宿先で雑魚寝部屋に潜り込んできた女子マネージャーと 布団の中でこっそり密着スローピストンに没頭したボク。       | SIVR-080 | S1 NO.1 STYLE |        |
| 11月13日 | 坂道みるを完全独占! 人気AV女優が僕だけに見せる素顔 & 恥じらい潮 最高の密着距離でひたすらSEXに没頭する究極同棲VR | SIVR-098 | S1 NO.1 STYLE |        |
| 2021年   | |          |               |        |
| 2月9日   | 全コーナー完全ノーカット 【新基軸】交わる体液、濃密セックスVR                                                   | SIVR-112 | S1 NO.1 STYLE |        |

#### miru 名義
| 発売日   | タイトル | 品番     | メーカー      | 備考   |
| 2022年   | 2022年 | 2022年   | 2022年        | 2022年 |
| -------- | --- | -------- | ------------- | ------ |
| 2月4日   | miru × 天井特化 × ナース 天使の微笑 × 悪魔の杭打ち 全力イクイク搾精バキュームストローク騎乗位                                                                             | SIVR-184 | S1 NO.1 STYLE |        |
| 3月1日   | THE ONE TAKE VR miru 乳首責め×筆おろし×ガン責め騎乗位 | SIVR-193 | S1 NO.1 STYLE |        |
| 4月11日  | 故障で動かない灼熱エレベーター内で 汗だくのmiruに痴女られ何度も射精させられた僕。                                                                                         | SIVR-202 | S1 NO.1 STYLE |        |
| 6月15日  | 相部屋ほろ酔い逆NTR 酔うとキス魔になる可愛い新入社員に痴女られて 狂ったようにハメまくった出張先の夜 miru                                                                  | SIVR-214 | S1 NO.1 STYLE |        |
| 8月27日  | 俺のチ●ポでS1女優をイキ狂わせたい SEXの天才miruをイカせまくり! 潮吹かせまくり! 怒涛の追撃ピストンVR                                                                       | SIVR-225 | S1 NO.1 STYLE |        |
| 10月23日 | 「絶対に妹に言わないでね!?」 彼女のお姉さんは僕の大好きなAV女優miru!? 口止め代わりの神騎乗位で 人生最高の受け身射精をさせてもらった僕                                     | SIVR-236 | S1 NO.1 STYLE |        |
| 2023年   | |          |               |        |
| 4月25日  | 編集一切ナシ! 完全ノーカット! 主観（手持ち）も客観（置きカメ）も堪能できるシン・ハメ撮りVR miru                                                                           | SIVR-259 | S1 NO.1 STYLE |        |
| 10月6日  | フェラして、射精して、お掃除フェラして、また射精して… 絶対イカせる超絶おしゃぶりテクで 嫉妬狂いの先輩痴女OLに寝取られたボク。 miru                                        | SIVR-288 | S1 NO.1 STYLE |        |
| 2024年   | |          |               |        |
| 2月1日   | 「終電なくなっちゃったね…」はGOサイン!? しごできmiru先輩のおうちで朝を迎えるまで 励まし褒めちぎりながらデキる男にしてくれる 最高のアゲマンSEX体験                         | SIVR-317 | S1 NO.1 STYLE |        |
| 5月1日   | 授業中の誰もこない保健室で色気ムンムン miru先生と乳首開発されながら射精我慢授業                                                                                           | SIVR-338 | S1 NO.1 STYLE |        |
| 2025年   | |          |               |        |
| 3月6日   | 嫌がるmiru（彼女）を口説いて3Pしたら 他人棒で嫉妬するほど宙に浮いて仰け反りオーガズム 悔しい… 胸糞悪い… miruを奪われたくない! 劣等感を愛でカバーする起死回生いちゃラブSEX | SIVR-395 | S1 NO.1 STYLE |        |

### イメージDVD / BD

#### 坂道みる 名義
| 発売日  | タイトル                | 規格品番 | 規格品番  | メーカー    | 備考   |
| 発売日  | タイトル                | DVD      | BD        | メーカー    | 備考   |
| 2018年  | 2018年                  | 2018年   | 2018年    | 2018年      | 2018年 |
| ------- | ----------------------- | -------- | --------- | ----------- | ------ |
| 6月25日 | Debut 坂道みる          | OQT-262  |           | Air control |        |
| 2019年  |                         |          |           |             |        |
| 5月23日 | Miru Look at me!!       | REBD-386 | REBDB-372 | REbecca     |        |
| 2020年  |                         |          |           |             |        |
| 5月7日  | Miru 2 乙女南国虹色模様 | REBD-460 | REBDB-446 | REbecca     |        |
| 12月3日 | Miru3 twinkle mermaid   | REBD-514 | REBDB-500 | REbecca     |        |

#### miru 名義
| 発売日   | タイトル                   | 規格品番 | 規格品番  | メーカー | 備考   |
| 発売日   | タイトル                   | DVD      | BD        | メーカー | 備考   |
| 2021年   | 2021年                     | 2021年   | 2021年    | 2021年   | 2021年 |
| -------- | -------------------------- | -------- | --------- | -------- | ------ |
| 7月22日  | Miru 新しい私が待ってる    | REBD-571 | REBDB-557 | REbecca  |        |
| 2022年   |                            |          |           |          |        |
| 1月6日   | Miru2 miracle rush!!       | REBD-615 | REBDB-601 | REbecca  |        |
| 11月17日 | Miru3 楽園からの贈り物     | REBD-698 | REBDB-684 | REbecca  |        |
| 2023年   |                            |          |           |          |        |
| 6月15日  | Miru4 みる散歩 ～北国編～  | REBD-752 | REBDB-738 | REbecca  |        |
| 10月5日  | Miru5 みる散歩 ～南国編～  | REBD-781 | REBDB-766 | REbecca  |        |
| 2024年   |                            |          |           |          |        |
| 11月21日 | Miru6 Thanks to the island | REBD-888 | REBDB-873 | REbecca  |        |

### 写真集
- Pendiente（2020年3月31日、ジーオーティー、撮影：浜田一喜）ISBN 978-4823600302
- ミルフィーユ（2021年12月1日、彩文館出版、撮影：福島裕二）ISBN 978-4775606445
- scenery（2023年2月18日、徳間書店、撮影：鈴木ゴータ）ISBN 978-4-19-865599-0
- Look!! miru写真集（2025年1月25日、彩文館出版、撮影：上野勇）ISBN 978-4-7756-0682-7 ※3000部限定愛蔵版[65][66]

### デジタル写真集

#### 坂道みる 名義
- Count sheep【Nap】坂道みる（4月24日、ジーオーティー、撮影：羊肉るとん）
- Count sheep【Sleep】坂道みる（4月24日、ジーオーティー、撮影：羊肉るとん）
- ＃NEWLOOK【girl meets street】坂道みる（10月1日、ジーオーティー、撮影：永峰拓也）

- Count sheep【PowerNap】坂道みる 藍芽みずき（2月19日、ジーオーティー、撮影：羊肉るとん）
- Count sheep【DeepSleep】坂道みる 藍芽みずき（2月19日、ジーオーティー、撮影：羊肉るとん）

#### miru 名義
- FRIDAYデジタル写真集 miru エロスの逸材 vol.1（9月28日、講談社）
- FRIDAYデジタル写真集 miru エロスの逸材 vol.2（9月28日、講談社）
- FRIDAYデジタル写真集 miru エロスの逸材 vol.3 オール未公開100カット超完全版（9月28日、講談社）
- トリックorセクシーハロウィンキャンペーンキュートでエッチなSpecialPhotoBook（10月1日、FANZA BEAUTY COLLECTION、撮影：羊肉るとん）※複数モデル出演のデジタルフォトブック。FANZA限定配信。FANZA限定配信。
- ＃Escape miru（12月10日、ジーオーティー、撮影：manimanium）

- Miru 新しい私が待ってる（2月11日、REbecca）
- 春のパンツまつり2022 PhotoBook（4月1日、FANZA BEAUTY COLLECTION）※FANZA『春のパンツまつり 2022』キャンペーンガールによるスペシャルフォトブック。FANZA限定配信。
- AV最高峰 S級GIRLS GROUP エスワンキャンペーン No.1 Photo Book アイドル版（5月27日、FANZA BEAUTY COLLECTION、撮影：小林弘輔）※S1 NO.1 STYLE専属女優によるデジタルフォトブック。FANZA限定配信。
- miruデジタル写真集「Gypsophila」（5月14日、Ahum、撮影：福島裕二）
- AV最高峰 S級GIRLS GROUP エスワンキャンペーン No.1 Photo Book S級版（6月10日、FANZA BEAUTY COLLECTION、撮影：小林弘輔）※S1 NO.1 STYLE専属女優によるデジタルフォトブック。FANZA限定配信。
- 歳末新春SUPERキャンペーン2022-2023 せくしーこれんくしょん（12月15日、FANZA BEAUTY COLLECTION）※『歳末新春SUPERキャンペーン2022-2023』キャンペーンガール6名によるデジタル写真集。FANZA限定配信。

- miru ミルみるく vol.1 FRIDAYデジタル写真集（2月10日、講談社）
- miru ミルみるく vol.2 オール未公開100カット超完全版 FRIDAYデジタル写真集（2月10日、講談社）
- とられち miru（4月19日、TranceRetinal、撮影：コハラタケル）
- S1キャンペーン2023 No.1 Photo Book アイドル版（5月12日、FANZA BEAUTY COLLECTION、撮影：小林弘輔）※AVメーカー「S1 NO.1 STYLE」専属女優30名の撮り下ろし写真を収録。FANZA限定配信。
- S1キャンペーン2023 No.1 Photo Book S級版（6月1日、FANZA BEAUTY COLLECTION、撮影：小林弘輔）※AVメーカー「S1 NO.1 STYLE」専属女優30名の撮り下ろし写真を収録。FANZA限定配信。
- miru みるいろ FRIDAYデジタル写真集（10月13日、講談社、撮影：篠原潔）

- ＃LadyMary miru（2月1日、ジーオーティー、撮影：manimanium）[67]
- FANZA5th SPECIAL PHOTO BOOK（3月8日、FANZA BEAUTY COLLECTION）※「FANZA5周年キャンペーン」キャンペーンガール6名の写真を収録。FANZA限定配信。
- miru ミルメモリー FRIDAYデジタル写真集（4月5日、講談社、撮影：篠原潔）
- ジューシーハニー LX 2024 miru（8月4日、ジューシーハニー、撮影：篠原潔）
- miru写真集「甘い生活」（8月14日、集英社、撮影：是永日和）[68]
- S1キャンペーン〜20th anniversary〜 No.1 Photo Book 2024（11月12日、FANZA BEAUTY COLLECTION）※「S1 NO.1 STYLE」9名の撮り下ろし写真を収録。FANZA限定配信。

- たべごろ。 miru（1月10日、a-list photo anthology、撮影：まくらあさみ）
- S1 COLLECTION vol.1（4月22日、a-list photo anthology）※「S1 NO.1 STYLE」専属女優15名によるオムニバス写真集。
- miru ミルイズム FRIDAYデジタル写真集（5月2日、講談社、撮影：篠原潔）
- S1 COLLECTION vol.2（5月30日、a-list photo anthology）※『S1 NO.1 STYLE』専属女優8名によるオムニバス写真集。
- CountSheep miru（6月6日、a-list photo anthology、撮影：羊肉るとん）
- ジューシーハニーPLUS＃26 miru（6月7日、ジューシーハニー、撮影：篠原潔）
- S1 COLLECTION vol.3（6月30日、a-list photo anthology）※『S1 NO.1 STYLE』専属女優8名によるオムニバス写真集。

## 製品

### トレーディングカード
坂道みる 名義
- CJ SEXY CARD SERIES VOL.60 坂道みる OFFICIAL CARD COLLECTION ～みるの詰め合わせ見るみる～（2020年2月29日、ジュートク）

miru 名義
- Girl‘s Party Collection -THE FAN♡FUN Trump- 第1弾（2022年4月15日、Girl‘s Party Collection）
- Girl’s Party Collection ～THE FAN♡FUN TRUMP～ 第3弾（2022年12月23日、Girl‘s Party Collection）
- AVC ジューシーハニーコレクションカード LUXURY EDITION 2023 本庄鈴 & 相沢みなみ & 山岸逢花 & miru（2022年12月24日、株式会社ミント）
- AVC ジューシーハニーコレクションカード LUXURY EDITION 2024 miru & 伊藤舞雪 & 希島あいり & 浜崎真緒（2023年12月23日、株式会社ミント）
- Girl’s Party Collection ～THE FAN♡FUN TRUMP～ 第7弾（2024年9月13日、Girl‘s Party Collection）
- AVC ジューシーハニーコレクションカード PLUS ＃26 白上咲花 & miru & 恋渕ももな & 小野六花（2025年4月26日、株式会社ハバロッサ）

### カレンダー
坂道みる 名義
- 坂道みる 2020年カレンダー（2019年10月19日、トライエックス）
- 卓上 坂道みる 2020年カレンダー（2019年10月19日、トライエックス）
- 坂道みる 2021年カレンダー（2020年10月17日、トライエックス）
- 卓上 坂道みる 2021年カレンダー（2020年10月17日、トライエックス）

miru 名義
- miru 2023年カレンダー（2022年12月20日、C-more ENTERTAINMENT）
- miru 2024年カレンダー A2サイズ（2024年1月10日、C-more ENTERTAINMENT）

### アパレル関連
坂道みる 名義
- 坂道みるオリジナルロングTシャツ 白／黒（2021年3月10日、fempass beV）※イラストレーター「buggy」デザイン『S1 × 坂道みる』コラボ商品。
- 坂道みるオリジナルパーカー（2021年3月10日、fempass beV）※イラストレーター「buggy」デザイン『S1 × 坂道みる』コラボ商品。
- 坂道みるオリジナルブランケット（2021年3月10日、fempass beV）※イラストレーター「buggy」デザイン『S1 × 坂道みる』コラボ商品。

miru 名義
- JAV Anti Piracy Project - miru Tee（2024年4月26日、fempass BeV）※『JAV海賊版対策プロジェクト』コラボ商品。
- JAV Anti Piracy Project - Three Officers Tee（2024年4月26日、fempass BeV）※『JAV海賊版対策プロジェクト』コラボ商品。
- miru Tee by MNKM（2024年5月、fempass BeV）
- miru long sleeve Tee by MNKM（2024年5月、fempass BeV）

### アダルトグッズ
オナホール
- JAPANESE REAL HOLE 淫 坂道みる（2019年11月24日、EXE）
- 神フェラ クラシック miru（2023年7月29日、SSI JAPAN）
- 日本の名器 miru（2023年9月27日、SSI JAPAN）
- JAPANESE REAL HOLE 激 miru（2024年2月24日、HATOPLA）

ローション
- 日本のローション miru（2023年11月28日、SSI JAPAN）
- 神フェラ唾液ローション miru（2023年11月28日、SSI JAPAN）

## 出演

### テレビ
- 桃色Y談 裏ンキングSHOW #5（2018年12月13日、BSスカパー!)[69]
- Sweet Angel #97（2019年1月12日、MONDO TV）
- 裸美人 #95,#96（2020年2月16日,3月17日、エンタ!959）
- 阿部乃ちゃんねる（2020年3月1日、エンタ!959）
- 誘女、派遣します episode51（2020年4月24日、V☆パラダイス）
- 今日のあまつか（2020年4月18日、5月16日、2021年7月17日、エンタ!959）[70]
- もう!バカリズムさんの超H! #16（2020年8月3日、フジテレビONE）
- 架乃ゆらのLOVE昭和（2020年8月2日、エンタ!959）
- 月ともぐら（2023年5月19日 - 7月7日・9月22日 - 10月20日・12月22日 - 2024年1月5日・2月9日 - 3月15日・4月26日 - 5月31日・6月21日 - 6月28日・7月19日 - 8月23日・10月4日 - 11月22日・2025年3月21日 - 、テレビ東京）

### ウェブテレビ
- AV紳士 第2夜（2018年10月、ピクションシネマ）
- AV紳士2 今宵、アナタと、AVと。 第2夜（2019年12月、ピクションシネマ）
- 東京スキャンダルクラブ（2024年3月20日 - 4月10日、6月19日、FANZA TV）[71]
- みるみる運気向上委員会（2024年5月31日 - 、エンタちゃん放送局）

### トークライブ
- お月ちゃん大集合! スペシャルトークライブイベント-ちょっとお時間いいですか?（2024年6月15日、東京・グレースバリ渋谷）[72]

### ラジオ
- ねむチキ（2021年10月24日・31日・2022年12月25日・2023年1月1日・2024年3月31日・4月7日・2025年4月27日・5月4日、TBSラジオ）

### ゲーム
- 社長と美女たちの二重奏（2024年3月6日[73]、CREAM SOFT）- ジアユン 役[74]

### CM
- JAV海賊版対策プロジェクト「Official Anti Piracy Video 将校編」（2024年）[75]

### 雑誌
坂道みる 名義
- 月刊FANZA 2018年10月号（ジーオーティー）- インタビュー
- 月刊FANZA 2019年5月号（ジーオーティー）- インタビュー
- 週刊実話 2019年5月30日号（日本ジャーナル出版）- 袋とじ「小泉ひなた & 坂道みる 春のフレッシュ陰毛祭り」
- 月刊FANZA 2019年8月号（ジーオーティー）- 表紙、インタビュー
- 週刊実話 2019年8月1日号（日本ジャーナル出版）- グラビア「坂道みる 1泊2日、不倫旅行」
- 月刊FANZA 2020年5月号（ジーオーティー）- グラビア
- 週刊実話 2020年10月22日号（日本ジャーナル出版）- グラビア「河合あすな、坂道みる、羽咲みはるetc. 美女8人夢のヘアヌード“共艶”」

miru 名義
- FLASH 2021年6/15号（光文社）- 袋とじ「坂道みる改めmiru「セカンドバージン」ヌード」
- 週刊実話 2021年7月1日号（日本ジャーナル出版）- 袋とじ「miru 心機一転ヘアヌード」
- 週刊実話 2022年5月5日号（日本ジャーナル出版）- 袋とじ「乱れて濡れる艶女」

### 配信グラビア
- Graphis Gals「Precious Time」（2018年12月、グラフィス）
- Graphis Gals「MIRU」（2020年4月、グラフィス）
- Graphis LIMITED EDITION（2020年9月、グラフィス）